# Peștera de la Pusta Călatea
Peștera de la Pusta Călățea (sau Potriva) reprezintă punctul de intrare în subteran al rîului Mnierea.

## Localizare
În satul Călățea comuna Aștileu, Bihor, în extremitatea vestică a depresiunii de captare carstică omonimă.

## Descriere
Intrarea de mari dimensiuni este urmată de o succesiune de cascade. Urmînd apa se ajunge curînd la primul sifon, impenetrabil. În final apele vor ieși la lumină prin Peștera de la Aștileu.
Cîteva ferestre în peretele drept, chiar după intrare, reprezintă accesul spre sectorul fosil. El este alcătuit din mai multe galerii, săli, puțuri și are aspect labirintic. Unele galerii interceptează activul. În total peștera are ≈4 km.